# 旧戸部家住宅
旧戸部家住宅（きゅうとべけじゅうたく）は、群馬県利根郡みなかみ町湯原にある古民家。1970年（昭和45年）6月17日、国の重要文化財に指定。元は利根郡川場村大字立岩にあったが、水上歴史民俗資料館の東側の現在地に移築されている。

## 概要
戸部家は群馬県利根郡川場村大字立岩で代々農家を営む家系で、宝暦3年（1753年）の大火を免れたと伝わる。
建造年代は建築の特徴から18世紀初期と考えられる。
昭和48年から49年にかけて現在地に移築され、所有者も水上町となった。

## 構造

### 形式・規模[2]
- 形式　平屋建、寄棟造、茅葺
- 桁行　10間（18.152メートル）
- 梁間　4間（7.273メートル）
- 軒高　2.330メートル
- 棟高　6.760メートル
- 面積　132.029平方メートル

### 間取り[5]
東ほぼ半分を「ドヂ」（土間）とし、東端1間半を南から「フロバ」（南北1間）、「ウマヤ」（南北1間半）2室とする。フロバ西側、南面に大戸が設けられ、片引き戸となっている。
床上は東側（東西16尺）の南を「チャノマ」（南北3間）、北の東半分を「ナンド」（東西8尺南北1間）、西半分を「ネドコ」（東西8尺南北1間）とする。「チャノマ」中央は囲炉裏が設けられる。「ネドコ」は寝室で、三方を土壁として南側も袖壁付き片引き戸という閉鎖的な造りになっている。現在「チャノマ」東にも板の間が張り出して囲炉裏を設けているが、これは建造当初はなかったものとみられる。
「チャノマ」西にも東西2間半南北7.4尺の土間があり「トボ」と称して南に引戸を設ける。「トボ」北は東西2間南北2間半の「オキノデエ」で、床を備え、竿縁天井（床差し）となっている。「オキノデエ」西半間は土庇で、「オキノデエ」との境界2間は両脇の袖壁に板戸（雨戸）と障子をそれぞれ1枚ずつ引き込む、古い様式になっている。「オキノデエ」は隠居屋や客間として用いられた部屋で、「トボ」はその玄関として機能する。
北面・東面には開口部がない。
棟は芝棟（クレグシ）とする。